# Greatest Video Hits 2
Greatest Video Hits 2 è un doppio DVD pubblicato nel novembre 2003 che raccoglie tutti i videoclip dei Queen realizzati tra il 1981 e il 1989. I video erano stati precedentemente pubblicati nelle VHS The Works Video EP (1984), The Miracle Video EP (1989) e Greatest Flix II (1991).
A differenza della VHS Greatest Flix II, che riproponeva per intero la tracklist della compilation Greatest Hits II, il primo DVD non contiene i videoclip dei brani tratti dall'album del 1991 Innuendo (ovvero Innuendo, Headlong, I'm Going Slightly Mad e The Show Must Go On; la traccia These Are the Days of Our Lives venne esclusa anche dalla VHS, per essere inclusa nella più recente Greatest Flix III) e vennero sostituiti da quelli dei singoli Las palabras de amor (The Words of Love), Body Language, Princes of the Universe e Scandal.

## Tracce

### DVD 1
1. A Kind of Magic - 4:40
2. I Want It All (Single Version) - 4:09
3. Radio Ga Ga - 5:50
4. I Want to Break Free (Single Remix) - 4:29
5. Breakthru - 4:25
6. Under Pressure - 4:10 (Queen & David Bowie)
7. Scandal - 4:44
8. Who Wants to Live Forever (Single Version) - 4:09
9. The Miracle - 5:19
10. It's a Hard Life - 4:13
11. The Invisible Man (Video Version) - 4:26
12. Las palabras de amor (The Words of Love) - 4:40
13. Friends Will Be Friends (Video Version) - 4:31
14. Body Language - 4:39
15. Hammer to Fall (Video Version) - 3:53
16. Princes of the Universe (Video Version) - 3:52
17. One Vision (Single Version) - 4:21

### DVD 2
- Hot Space Section (1982)
  - Back Chat - 4:20
  - Calling All Girls - 4:03
  - Staying Power (live at the Bowl) - 4:21
- The Works Section (1984)
  - Montreux Pop Rose Festival - 16:40
    - Radio Ga Ga
    - Tear It Up
    - It's a Hard Life
    - I Want to Break Free

  - The Works Interviews - 11:51
(interviste ai membri della band)
  - Freddie Mercury Interview - 15:31
- A Kind of Magic Section (1986)
  - Montreux Pop Rose Festival - 17:02
    - One Vision
    - A Kind of Magic
    - Friends Will be Friends
    - Hammer To Fall

  - The Magic Interviews - 12:21
(interviste ai membri della band)
  - One Vision Documentary - 19:11
(documentario sulla realizzazione in studio della traccia One Vision e del relativo videoclip)
  - One Vision (extended Vision) - 6:30
- The Miracle Section (1989)
  - The Miracle Interviews - 8:27
  - Making The Miracle Videos - 15:05
(Backstage dei video delle canzoni tratte dall'album The Miracle)
    - I Want It All
    - Scandal
    - The Miracle
    - Breakthru

  - Making The Miracle Album Cover - 4:47
(documentario sulla realizzazione dell'immagine di copertina di The Miracle)

### Tracce nascoste
Oltre alle tracce presenti nei due DVD ci sono anche 2 tracce nascoste, raggiungibili solo con speciali codici:
- Who wants to live forever (Highlander's scenes version) - 4:09:
inserire il primo dvd e andare sul video di "Who wants to live forever"; quando appare la copertina del singolo premere "select".
- Who wants to live forever (charity version) - 3:54:
inserire il secondo dvd, quindi andare nella sezione "Hot space", poi premere in successione "su", "sinistra" e "destra".